# Sankt Dominicus kyrka, Šibenik
Sankt Dominicus kyrka (kroatiska: Crkva svetog Dominika, italienska: Chiesa di San Domenico) är en kulturmärkt romersk-katolsk kyrka i Šibenik i Kroatien. Den uppfördes under 1900-talets början och är tillägnad Sankt Dominicus. Kyrkan är belägen på gatuadressen Obala palih omladinaca bb, nordväst om Sankt Jakobs katedral i gamla stan.  

## Historik och beskrivning
Sankt Dominicus kyrka är enskeppig kyrka i nygotisk stil. Den uppfördes i början av 1900-talet på platsen för en äldre kyrka som hade uppförts under 1300–1400-talet och var klosterkyrka för stadens dåvarande dominikanerkloster. Den äldre klosterkyrkan skadades svårt den 21 augusti 1752 sedan ett blixtnedslag i Sankt Mikael-fästningens krutmagasin lett till en förödande explosion i vilken nedfallande sten och bråte från fästningen träffade kyrkan.
Den nuvarande Sankt Dominicus-kyrkan uppfördes år 1906 på platsen för den äldre kyrkan. Kyrkan bar inledningsvis stildrag från nyrenässansen men i samband med restaurering fick den från år 1910 karaktäristiska stildrag från nygotiken. 
Dominikanerklostret som tidigare låg i anslutning till kyrkan förstördes under andra världskriget och de allierades bombningar av den då av tyska trupper hållna staden. Kyrkobyggnaden är sedan dess ett fristående byggnadsverk. 
I kyrkan finns två värdefulla altare i trä, den lokale biskopen Arrigonios grav och en orgel tillverkad av hantverkaren Gaetano Macatelli år 1818.